# 释应慈
释应慈（1873年—1965年8月31日），俗姓余，名铎，号振卿，法号显亲，字应慈，自号华严座主，晚年别署拈花老人，男，原籍安徽歙县，生于江苏东台，中国佛教僧人，曾任中国佛教协会副会长、名誉会长，中国佛学院副院长。